# Portrait de Laurent de Médicis, duc d'Urbino
Le Portrait de Laurent de Médicis, duc d'Urbino  est un tableau peint par Raphaël vers 1519 commandé à l'occasion du mariage de Laurent II de Médicis et de Madeleine de La Tour d'Auvergne. Mis aux enchères en 2007, le tableau se trouve dans une collection privée.

## Contexte historique
Il s'agit d'un portrait, en vue de mariage, commandé au peintre pour mettre en valeur Laurent II de Médicis, duc d'Urbino (1492-1519), dans un but diplomatique : l'alliance de la famille Médicis et de la famille royale de France contre le Saint-Empire romain germanique.
La promise est Madeleine de La Tour d'Auvergne (1495-1519), cousine du roi François Ier. Le mariage eut lieu le 2 mai 1518.
De leur union est issu un seul enfant, Catherine de Médicis qui devint reine de France, et Laurent II de Médicis est le grand-père maternel de trois rois de France.

## Provenance
Au XIXe siècle, le tableau se trouvait dans la collection du second Lord Northwick (1770-1859) conservé dans la galerie principale de Thirlestaine House à Cheltenham dans le Gloucestershire.
En 186, le grand spécialiste de la peinture de la Renaissance, Sir John Charles Robinson, confirma son attribution à Raphaël, le maître d'Urbino.
À partir de 1908, se révéla une controverse : le tableau fut attribué au peintre Sebastiano del Piombo, né à Venise en 1485 et mort à Rome en 1547. 
En 1971, le tableau fut à nouveau attribué à Raphaël par le professeur Konrad Oberhuber, avec confirmation par le docteur Jürg Meyer zur Capellen.
En juillet 2007, il fut proposé aux enchères à Londres.
Le tableau a subi plusieurs restaurations au cours de ses pérégrinations.

## Description
Le portrait est peint à l'huile sur toile, plutôt que sur panneau, pratique peu courante chez Raphaël. Le personnage est représenté en buste de trois-quarts, légèrement tourné vers sa droite, le visage tourné vers le spectateur, son regard dirigé vers lui. Il est richement habillé : brocart, velours, plissé et fourrure.
Il existe plusieurs versions de ce portrait au somptueux drapé rouge.